# Choe Jin-su
Choe Jin-su (1941, Hwanghae-namdo) is een Noord-Koreaans diplomaat en voormalig ambassadeur in China.

## Biografie
Jin-su werd geboren in 1941 in de provincie Hwanghae-namdo in Noord-Korea. Hij behaalde een bachelordiploma op de Pyongyang University of International Affairs en studeerde Franse taal en literatuur op de Pyongyang University of Foreign Languages. In 1965 werd Jin-su staffunctionaris bij het Ministerie van Buitenlandse Zaken. Hij bleef dit vier jaar en werd daarna derde secretaris van de ambassade in Burundi. Vijf jaar later in 1974 werd Jin-su tweede secretaris van de ambassade in Burkina Faso. Hierna werd hij in 1978 vice-ambassadeur van de kamer van buitenlandse handel in Frankrijk, waarna Jin-su in 1986 ambassadeur van Zwitserland werd.
Eén jaar, nadat hij ambassadeur van Zwitserland was geworden, werd hij teruggeroepen naar Noord-Korea en geschorst van het diplomatieke korps. Jin-su werd echter in 1989, twee jaar na de schorsing, directeur binnen een divisie van het departement van internationale zaken. Hij bleef dit zes jaar tot 1995 en werd toen binnen hetzelfde departement vicedirecteur van Chinese zaken.
Op 13 december 2000 maakte Korean Central Television bekend dat Jin-su was aangewezen als ambassadeur in China. Hij bleef dit tot april 2010. Sinds dat moment en 2012 is hij voorzitter van de Noord-Koreaanse helft van de Pan-Nationale Alliantie voor de Hereniging van Korea (Pomminryon) en van het centraal comité van het Democratisch Front voor de Hereniging van Korea geworden.

## Privéleven
Jin-su heeft een vrouw en drie kinderen (twee dochters en één zoon).